# Municipio de Cass (condado de Sullivan)
El municipio de Cass (en inglés: Cass Township) es un municipio ubicado en el condado de Sullivan en el estado estadounidense de Indiana. En el año 2010 tenía una población de 2074 habitantes y una densidad poblacional de 20,29 personas por km².

## Geografía
El municipio de Cass se encuentra ubicado en las coordenadas 39°5′14″N 87°17′29″O / 39.08722, -87.29139. Según la Oficina del Censo de los Estados Unidos, el municipio tiene una superficie total de 102.21 km², de la cual 97,89 km² corresponden a tierra firme y (4,22 %) 4,32 km² es agua.

## Demografía
Según el censo de 2010, había 2074 personas residiendo en el municipio de Cass. La densidad de población era de 20,29 hab./km². De los 2074 habitantes, el municipio de Cass estaba compuesto por el 99,08 % blancos, el 0,1 % eran afroamericanos, el 0,14 % eran amerindios, el 0,1 % eran asiáticos, el 0,05 % eran de otras razas y el 0,53 % eran de una mezcla de razas. Del total de la población el 0,92 % eran hispanos o latinos de cualquier raza.